# إيميلي لوا
إيميلي لوا (بالفرنسية: Émilie Loit)‏ مواليد 9 يونيو 1979 في فرنسا، هي لاعبة كرة مضرب فرنسية سابقة بدأت مسيرتها كمحترفة سنة 1994 وكانت تلعب باليد اليسرى، اعتزلت اللعب في 2009. أعلى تصنيف لها في الفردي كان المركز الـ 27 في سنة 2004. أعلى تصنيف لها في الزوجي كان المركز الـ 15 في سنة 2003. لفتت الأنظار عندما لعبت ضد الأمريكية سيرينا ويليامز في بطولة أستراليا المفتوحة 2003 وخسرت بصعوبة أمامها بنتيجة 6–3، 6–7، 5–7.

## روابط خارجية
- إيميلي لوا على موقع رابطة محترفات التنس (الإنجليزية)
- إيميلي لوا على موقع الاتحاد الدولي لكرة المضرب (الإنجليزية)
- إيميلي لوا على موقع كأس بيلي جين كينغ (الإنجليزية)
- إيميلي لوا على موقع خلاصة التنس.كوم (الإنجليزية)